# Hôtel de l'Intendance (La Rochelle)
Pour les articles homonymes, voir Hôtel de l'Intendance.
L'hôtel de l'Intendance, bâti au XVIIIe siècle, est situé 3 bis rue Pernelle à La Rochelle, en France. L'immeuble a été inscrit au titre des monuments historiques en 1925.

## Historique
Suite de la séparation des postes d'intendant de la Marine à Rochefort et de la généralité en 1717, l'intendant de la généralité s'installe à La Rochelle dans une maison louée rue Fleuriau (l'hôtel de Cheusses puis Trudaine), déjà résidence temporaire de l'intendant, mais qui devient rapidement insuffisante. 
En 1729, sous l'intendant Jérôme Bignon de Blanzy, la ville achète en conséquence à M. de Bonneuil une vaste maison située rue Juiverie (rue Pernelle), qui est transforme en hôtel de l'Intendance. Formant un îlot, l'intendance donne sur les actuelles rues Pernelle, Fromentin, Aufrédy et Venette.
Ainsi, entre 1730 et 1759, plusieurs architectes et entrepreneurs dirigent l'agrandissement de l'hôtel en ayant le souci de régulariser la disposition des bâtiments : l'ingénieur Dubois et l'architecte de la ville Gilles Nassivet (aile de l'intendante), l'ingénieur Dié Gendrier (aile de l'intendant) et l'architecte Matthieu Hue (écuries). 
Après la Révolution, l'ancienne intendance sert successivement d'hôtel de préfecture puis de gendarmerie, avant d'être vendu à un entrepreneur qui le démembre. 
Le bâtiment est inscrit au titre des monuments historiques par arrêté du 23 février 1925.